# 표트르 날리치
표트르 안드레예비치 날리치(러시아어: Пётр Андре́евич На́лич, 1981년 4월 30일 ~ )는 러시아의 가수이다. 유로비전 송 콘테스트 2010에서 러시아 대표로 참가했다.